# Estación Aguada Cecilio
Aguada Cecilio es una estación de ferrocarril ubicada en la localidad del mismo nombre, Departamento Valcheta, Provincia de Río Negro, Argentina.

## Ubicación
Se encuentra a 45 km al este de la ciudad de Valcheta.

## Servicios
Por sus vías transitan formaciones de cargas y de pasajeros de la empresa Tren Patagónico S.A.. Cuenta con parada para los servicios de pasajeros tanto en sentido ascendente como descendente del Tren Patagónico sólo en forma facultativa,.